# خولنجان قاسي
خولنجان قاسي (الاسم العلمي:Alpinia rigida) هو نوع من النباتات يتبع جنس الخولنجان من فصيلة الزنجبيلية.